# Xiong Yan (dissident)
Pour les articles homonymes, voir Xiong Yan.
Xiong Yan (chinois simplifié : 熊焱), est un américain naturalisé, né le 1er septembre 1964 en Chine. C'est un dissident impliqué dans les manifestations de la place Tian'anmen en 1989. Il a étudié à la faculté de droit de l'Université de Pékin de 1986 à 1989. Après plusieurs mois de prison, il est arrivé aux États-Unis en tant que réfugié politique en 1992, et plus tard est devenu aumônier dans l'armée américaine, servant en Irak. Xiong Yan est l'auteur de trois livres.

## Biographie
En 1989 Xiong Yan est étudiant en droit spécialisé en sciences politiques à l'Université de Pékin. De cette époque, il indique : « Il y avait une très prenante atmosphère à Pékin à cette époque. Quand je suis arrivé là-bas en 1986, toutes les discussions évoquaient l'idée que si la Chine avait fait des progrès en matière de réformes économiques, nous avions vraiment besoin de réformes politiques, de liberté de parole, de liberté de religion et d'association. Et en particulier sur le sujet de la corruption des fonctionnaires. Les étudiants étaient très opposés à cette corruption et aux profits illégaux ».
Xiong Yan participe aux manifestations de la place Tian'anmen d'avril à juin 1989. Après les événements, il fait partie d'une liste de 21 personnes les plus recherchées en Chine. Il est capturé et emprisonné pendant dix-neuf mois pour ses activités liées aux manifestations. Dépouillé de ses diplômes et n'ayant pas réussi à trouver du travail, il a fui la Chine en juin 1992 via Hong Kong. Vivant en exil aux États-Unis, Xiong Yan a obtenu plusieurs diplômes universitaires en littérature anglaise, en justice pénale et en études religieuses de 1998 à 2001. Il a servi deux ans, de 1994 à 1996, dans l'armée américaine avant de se plonger dans un programme de doctorat dans une école de théologie. De retour dans l'armée, il sert en tant qu'aumônier en Irak dans la 1re division de cavalerie,.
En 2015, il souhaite revenir en Chine pour visiter sa mère malade mais les autorités chinoises lui refusent l'entrée.